# Dyspteris crispisulcans
Dyspteris crispisulcans là một loài bướm đêm trong họ Geometridae.